# Stock (Fuchstal)
Stock ist ein Ortsteil der Gemeinde Fuchstal im oberbayerischen Landkreis Landsberg am Lech. 

## Geografie
Die Einöde liegt etwa zwei Kilometer nordwestlich von Leeder direkt an der Grenze zum Landkreis Ostallgäu.

## Sehenswürdigkeiten
In der Einöde befindet sich die Wallfahrtskirche Maria im Stock, die 1703 errichtet wurde.

## Geschichte
Stock wird erstmals 1647 als Stockkapelle erwähnt.
Der in Stock befindliche Gasthof brannte 2015 vollständig aus.